# Autodromo di Pergusa

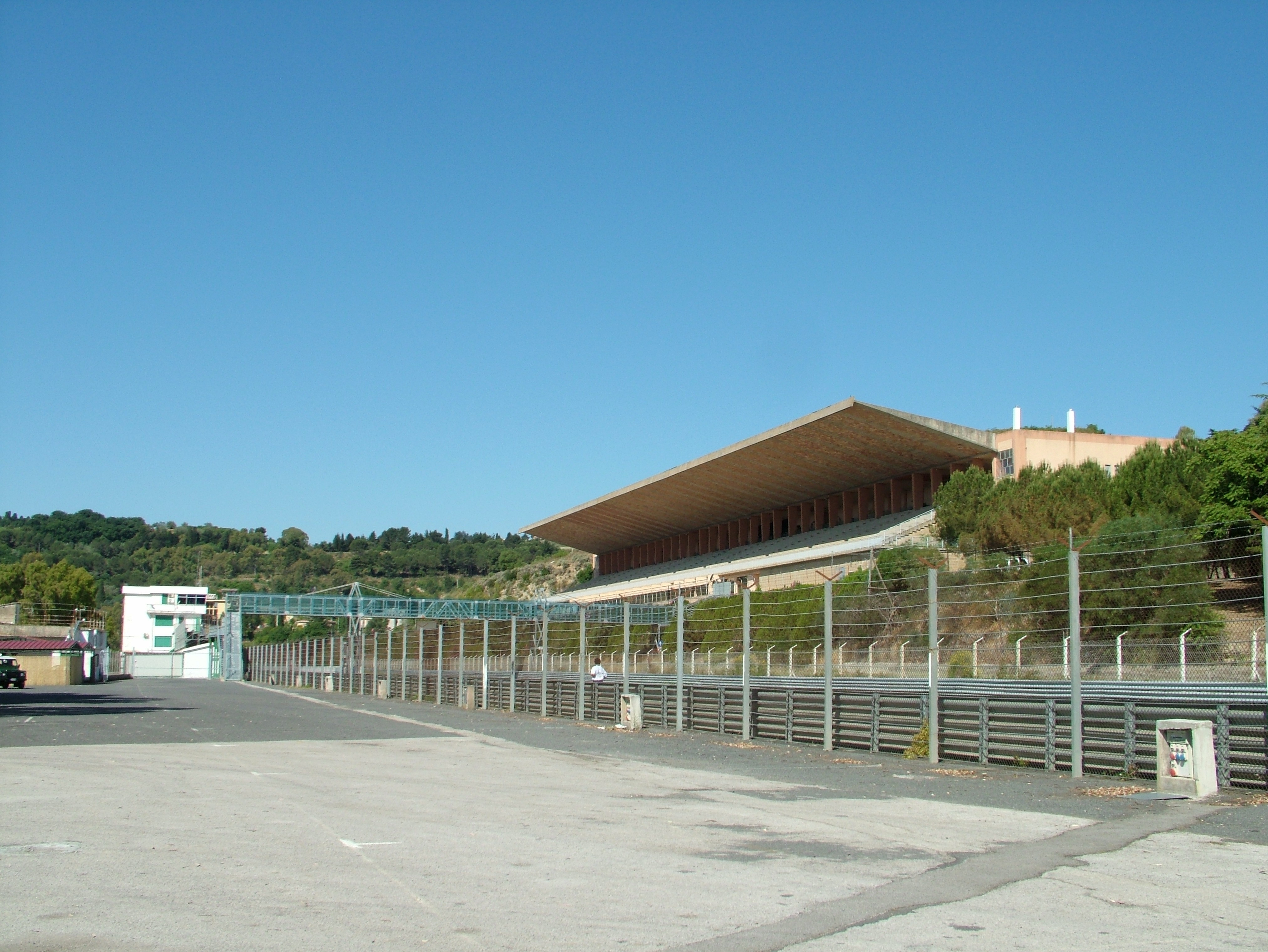
Circuit van Pergusa

Het Autodromo di Pergusa is een racecircuit in de Italiaanse gemeente Pergusa, op het eiland Sicilië. Het circuit is gelegen rondom het Pergusameer, en is ook bekend als Enna-Pergusa aangezien het nabij de stad Enna ligt.
Op het circuit werden tussen 1962 en 1965 een aantal Formule 1-races verreden. De wedstrijd, die werd verreden als Grand Prix van de Mediterrane, telde niet mee in het kampioenschap. Na 1965 werd het evenement onder dezelfde naam georganiseerd, maar werd gereden onder het Formule 2 reglement. In 1985 werd de Formule 2 opgeheven, waarna de race tot en met 1998 verreden werd als Formule 3000 race.
Het wereldkampioenschap Superbikes was eenmaal actief op het circuit, in 1989. Kort hierna, in 1990, werd het circuit gemodificeerd om in de jaren 90 te blijven voldoen aan de eisen van de FIA.